# Noticias historiales de las conquistas de Tierra Firme en las Indias Occidentales
Noticias historiales de las conquistas de tierra firme en las Indias Occidentales es un libro escrito por fray Pedro Simón y publicado en Cuenca en 1626. Se trata de un libro en el que se describe el proceso de conquista del Reino de Tierra Firme, conformado por los territorios actuales de Venezuela (a la que dedica la primera parte) y Colombia (partes segunda y tercera). Se trata de una de las obras que da comienzo al género de las crónicas de Indias.

## Contenido
Se narran datos curiosos cómo la introducción del trigo y el ganado a Tierra Firme (que llegó a la Isla de Margarita y de ahí a los Llanos y finalmente a Nueva Granada).

## Ediciones
Además de la edición príncipe de Cuenca de 1637, se han hecho una edición en Madrid 1819, que contiene fragmentos de la tercera parte, una en Inglaterra de 1848, también fragmentaria.
La primera edición completa la realizó Medardo Rivas entre 1882 - 1892. Posteriormente en 1953 y en 1981, se hicieron dos nuevas ediciones en Bogotá, y en 1963 y 1993, otras dos en Caracas.